# San Mateo Tlaixpan
San Mateo Tlaixpan är en ort i Mexiko.   Den ligger i kommunen Tecamachalco och delstaten Puebla, i den sydöstra delen av landet, 160 km öster om huvudstaden Mexico City. San Mateo Tlaixpan ligger 2 081 meter över havet och antalet invånare är 9 031.
Terrängen runt San Mateo Tlaixpan är platt åt nordväst, men åt sydost är den kuperad. Runt San Mateo Tlaixpan är det tätbefolkat, med 383 invånare per kvadratkilometer. Närmaste större samhälle är Tecamachalco, 3,2 km söder om San Mateo Tlaixpan. Trakten runt San Mateo Tlaixpan består till största delen av jordbruksmark.